# Черимоја
Черимоја или чиримоја је јестива плодоносна врста рода Аноана из породице Annonaceae . Сматрало се да су они родом из Колумбије, Еквадора, Перуа, Боливије и Чилеа, који су се култивацијом ширили у Анде и Централну Америку. Черимоја се узгаја у тропским регионима широм света, као и у Шпанији, где се широко конзумира у јужним провинцијама Гранади и Малаги.

## Опис
Анона черимоја је прилично густо, брзорастуће, дрвенасто, кратко листопаднo 
али углавном зимзелено ниско разгранато дрво или грм од 5 до 9 метара високо.

#### Стабљике и лишће
Зреле гране су слатке и дрвене. Младе гране и гранчице имају матирање кратких и финих власи.
Кожни листови дуги су 5-25 центиметара  и ширине 3-10 центиметара  и углавном су елиптични, зашиљени на крајевима и заобљени у близини стабљике лишћа. Када су млади, прекривени су меким, финим, запетљаним длачицама боје рђе. Када сазри, лишће носи длачице само дуж вена на доњој површини. Врхови су без длаке и прљаво средње зелене боје са бледим жилама, леђа баршунаста, прљаво сивозелена с подигнутим бледо зеленим жилама. Нови листови су доле беличасти. Листови су појединачни и наизменични, тамнозелене боје и на горњој површини благо длакави. Причвршћују се на грање широких 6-10 милиметара, дугих и густо длакавих стабљика лишћа.

#### Цвеће
Черимојино дрвеће има врло бледо зелено  цвеће. Дуги су 3 центиметра, врло јаког воћног мириса. Сваки цвет има три спољне, зеленкасте, меснате, дугуљасте, пупољне латице и три мање, ружичасте унутрашње латице  са жутим или смеђим ситно матираним длачицама, споља беличастим са љубичастим мрљама  и у унутрашњости много стабљика. Цветови се појављују на гранама супротним листовима, усамљени или у паровима или групама од три, на цветним стабљикама које су густо покривене длакама смеђе боје, дужине 8–12 милиметара. Пупољци су дугачки 15–18 милиметара, у основи ширине 5–8 милиметара. Полен се излива као трајна тетрада.

#### Воће
Плодови черимоје су крупни зелени плодови налик на шишарке  или срцастог облика, дужине 10 центиметара до 20 центиметара, промера од 5 центиметара до 10 центиметара, и коже која има изглед да преклапајуће љускице или брадавице. Испуцана површина браон боје знак је сазревања  од зиме до пролећа; тежи у просеку од 150 грама до 500 грама, али екстра крути примерци могу тежити 2,7 килограма или више. Зрела месната унутрашњост плода је кремно бела. Када сазри, кожа је зелена и благо подноси притисак. Неки карактеришу воћни укус као спој банане, ананаса, папаје, брескве и јагоде. Воће се може хладити и јести кашиком, што му је донело и други надимак, воће од сладоледа. У Перуу и Чилеу уобичајено се користи у сладоледима и јогуртима.
Унутрашњост черимоје садржи мноштво тврђих, нејестивих, црних, сјајних семена у облику пасуља, дугих 1 центиметар до 2 центиметра и приближно половине ширине. Семе черимоје отровно је, ако се дроби на отвореном. Као и остали чланови породице Аннонацеае, читава биљка садржи мале количине неуротоксичних ацетогенина, као што је аннонацин, које се чини да су у Гвадалупи повезани са атипичним паркинсонизмом. Штавише, екстракт коре може изазвати парализу ако се убризгава.
" Ананас, мангостин и черимоја ", написао је ботаничар Бертхолд Чарл Семан, се сматрају најбољим воћем на свету и окусио сам их у оним локалитетима у којима би требало да постигну своје највише савршенство - ананас у Гуаиакуил, мангостин у индијском архипелагу и черимоја на обронцима Анда ако би ме питали које би било најбоље воће, одабрао бих без устручавања, черимоју. Његов укус заиста надмашује онај од сваког другог воћа, а Хаенке је био сасвим у праву кад га је назвао ремек-делом природе".

## Распрострањеност
Вероватно култивисано, верује се да Анона черимоја потиче из Анда на висинама од 700 метара до 2400 метара  иако алтернативна хипотеза поставља централну Америку као порекло Анона черимоја, јер многи његових дивљих сродника настају на овом подручју. Одатле су га Европљани одвели у различите делове тропика. За разлику од других Анона врста , Анона черимоја није успешно натурализована у Западној Африци.
Тренутна (натурализована подручја)
- Неотропно 
  - Кариби: Флорида, Куба, Хаити, Јамајка, Порторико
  - Средња Америка: Белизе, Костарика, Ел Салвадор, Гватемала, Хондурас, Никарагва, Панама
  - Северни део Јужне Америке: Гвајана, Венецуела
  - Јужни део Северне Америке: Мексико
  - Западни део Јужне Америке: Боливија, Колумбија, Еквадор, Перу
  - Јужни део Јужне Америке: Чиле, Бразил

- Палеарктика : Алжир, Египат, Либија, Француска, Италија, Шпанија, Мадеира, Азори
- Афротропни : Еритреја, Сомалија, Танзанија
- Индомалаја : Индија, Сингапур, Тајланд, Аустралија

## Екологија

### Опрашивање
Цветови су хермафродити и имају механизам да избегну самоопрашивање. Краткотрајни цветови отварају се као женски, а затим напредују у каснијој мушкој фази за неколико сати. За ово је потребан посебан опрашивач који не само да може да сакупља полен из цвећа у мушкој фази, већ га смешта и у цвеће у женској фази.
Студије инсеката у родном региону черимоја као природног опрашивача нису биле убедљиве, јер се сумња на неки облик тврдокрилаца. Често је женски цвет пријемчив у раном делу првог дана, али полен се у мушком стадијуму не производи до касног поподнева другог дана. Медоносне пчеле нису добри опрашивачи, на пример, јер су њихова тела превелика да би се уклапала између меснатих латица женског цвета. Женски цветови имају латице само делимично одвојене, а латице се широко одвајају када постану мушки цветови. Дакле, пчеле сакупљају полен из мушког цвећа, али нису у могућности да тај полен пренесу у женско цвеће.
За производњу воћа изван родне регије черимоја, култиватори се морају ослањати на ветар за ширење полена у густим воћњацима или користити ручно опрашивање. Ручно опрашивање захтева четкицу за фарбање. Укратко, да би повећали производњу воћа, узгајивачи са четкицом сакупљају полен са мушких биљака и затим га пребаце на женско цвеће или га оставе у хладњаку преко ноћи. Полен черимоје има кратак век, али може се продужити хлађењем.

### Климатски захтеви
Еволуција 20 локација града Лоје, Еквадор показује одређене начине ѕа раст преференција дивље черимоје, укључујући висину између 1500-2000 метара (4,900–6,600 ft), оптимални годишњи распон температуре од 18–20 °C (64–68 °F), годишње падавине између 800–1000 милиметара (31–39 in) и тла високог садржаја песка и благо киселих својстава са pH вредношћу између 5 и 6,5.

## Култивација
Annona cherimola, преферирајући хладне андске висине, хибридизира се са осталим врстама рода Аноне. Хибрид из породице  Annonaceae зван атемоја је привукао одређену пажњу у западној Африци, Аустралији, Бразилу и Флориди.

### Пропагирање
Дрво успева у тропским шумама на висинама од 1.300 до 2.600 метара (4,300 to 8,500 ft). Иако је осетљив на мраз, мора имати периоде хладних температура или ће се дрво постепено успавати. Становници Анда кажу да биљка черимоја уопште не може да поднесе снег.
У Средоземљу се узгаја углавном у јужној Шпанији и Португалу, где је уведен између 1751. и 1797. године одакле је преношен у Италију, али се сада може наћи и у неколико земаља Африке, Блиског истока и Океаније. Узгаја се широм Америке, укључујући Хаваје од 1790. и Калифорнију где је уведен 1871.

### Жетва
Најбољи су плодови који су једнолико зелени, без пукотина или углавном смеђе коже.
Оптимална температура за складиштење је 8–12 °C (46–54 °F), у зависности од сорте, ступња зрелости и трајања, са оптималном релативном влагом од 90–95%. Незреле черимоје сазревају на собној температури, на којој ће доћи до благог притиска. Изложеност етену (100 ppm за један до два дана) убрзаће се зрење зрело-зелене черимоје и других плодова рода Аnnone, које могу сазрети за око пет дана ако се чувају на 15-20 °C (59 to 68 °F). Уклањање етена може бити од помоћи у успоравању зрења зрело-зелених плодова.

### Карактеристике исхране
Различите сорте имају различите укусе, текстуре и облике. Облици могу да се крећу од ареола отиска, равних ареола, ареола са благим избочинама или тачака, пуних ареола и комбинација ових облика. Укус воћа се креће од благог слатког до тангичног или киселог и слатког, који све зависи од сорте.
Када је воће зрело и још увек има ту свежу, потпуно зрелу зеленкасту или зеленкасто-жућкасту боју коже, текстура је попут мекане зреле крушке и папаје. Ако се дозволи кожи да постане потпуно смеђа, а месо није ферментирало, тада текстура може бити попут кремa. Често, када кожа постане смеђа на собној температури, плод више није добар за људску употребу. Такође, кожа постаје смеђа ако је предуго била у нормалном хлађењу - тј. после дан или два.

### Хранљива вредност
У порцији од 100 г који садржи 75 калорија, черимоја је одличан извор витамина Б6 и добар извор витамина Ц, дијеталних влакана и витамина Б2.